# Caelius

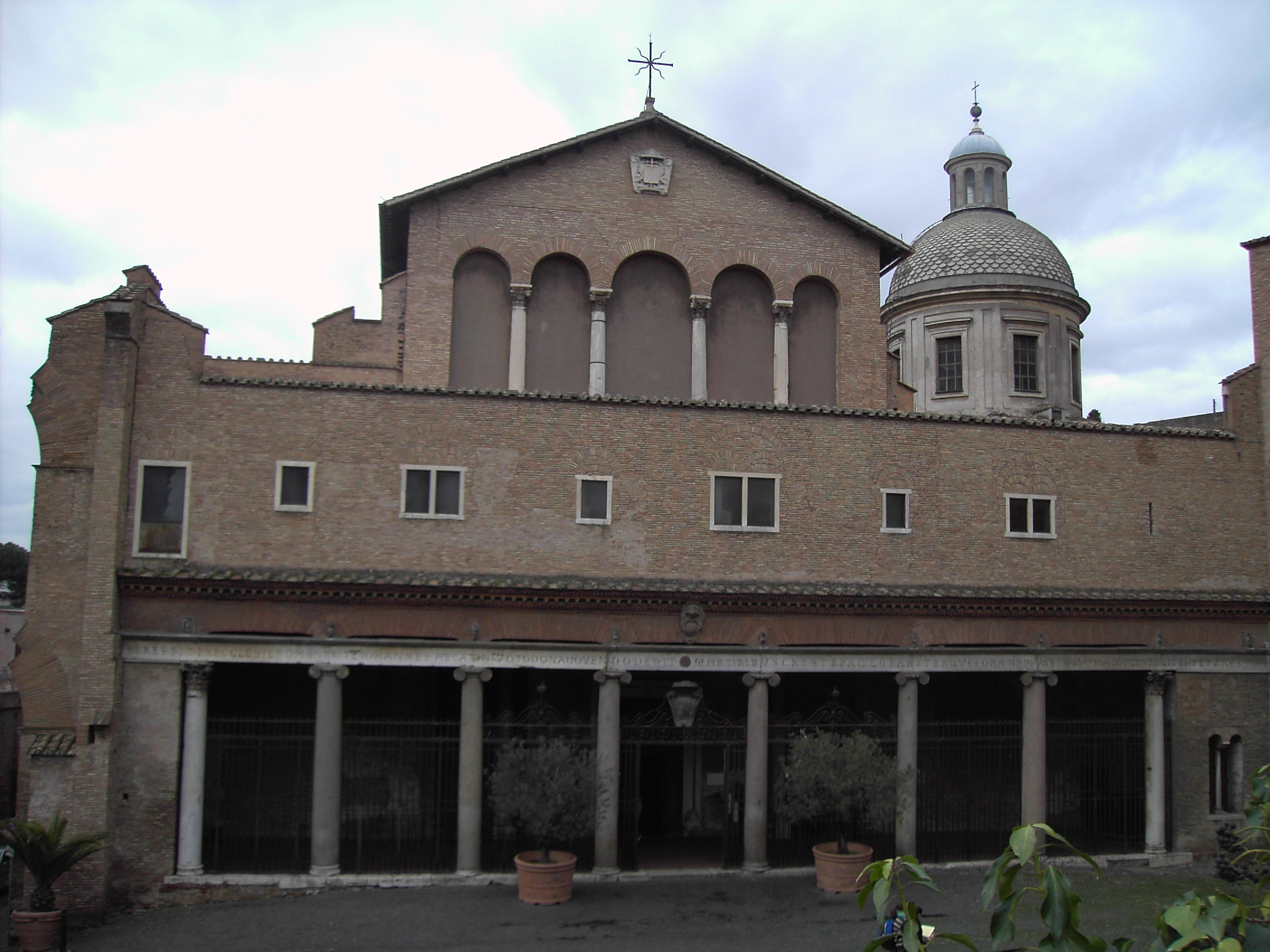
Santi Giovanni e Paolo är en av kyrkorna på Caelius.

Schematisk karta över Roms sju kullar.

Caelius eller Coelius (latin: Collis Caelius, italienska: Celio) är en av Roms sju kullar, enligt uppgift uppkallad efter etruskern Caelius Vibenna. Kullen kallas idag Monte Caelius och är belägen sydöst om Forum Romanum. 
Under tidigt 300-tal e.Kr. fanns det ett palats som först tillhörde familjen Lateranii på kullen men som senare togs över av kejsarfamiljen. Efter Konstantin den stores maktövertagande skänkte han palatset till påven av Rom som gjorde det till påvligt residens och kyrkans administrativa centrum.